# Odontophorus speciosus
Az Odontophorus speciosus a madarak osztályának tyúkalakúak (Galliformes) rendjébe és a fogasfürjfélék (Odontophoridae) családjába tartozó faj.

## Rendszerezése
A fajt Johann Jakob von Tschudi svájci ornitológus írta le 1843-ban.

## Alfajai
- Odontophorus speciosus loricatus Todd, 1932
- Odontophorus speciosus soderstromii Lonnberg & Rendahl, 1922
- Odontophorus speciosus speciosus Tschudi, 1843[2]

## Előfordulása
Bolívia, Ecuador és Peru területén honos. A természetes élőhelye szubtrópusi és trópusi síkvidéki és hegyi esőerdők.

## Megjelenése
Testhossza 24–28 centiméter, a hím testtömege 332 gramm, a tojó 302 gramm.

## Külső hivatkozások
- Képek az interneten a fajról
- Internet Bird Collection - videók a fajról
- Xeno-canto.org - a faj hangja